# Saint-Blaise-sur-Richelieu
Saint-Blaise-sur-Richelieu, antaño llamado Pointe-de-la-Mule, Grande-Ligne y Saint-Blaise, es un municipio de la provincia de Quebec en Canadá. Es uno de los municipios pertenecientes al municipio regional de condado de Le Haut-Richelieu, en la región de Montérégie-Est en Montérégie.

## Geografía

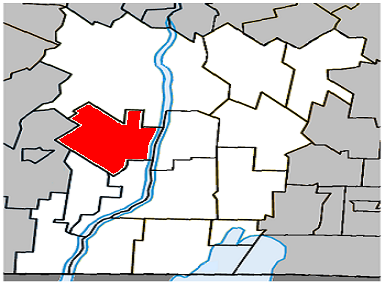
Ubicación de Saint-Blaise-sur-Richelieu en el MRC del Le Haut-Richelieu

Saint-Blaise-sur-Richelieu se encuentra por la orilla izquierda del río Richelieu. Está ubicado entre Saint-Jean-sur-Richelieu al norte, Sainte-Anne-de-Sabrevois al este en la orilla opuesta del Richelieu, Saint-Paul-de-l'Île-aux-Noix y Saint-Valentin al sur, así como Saint-Cyprien-de-Napierville al oeste. Su superficie total es de 71,98 km² cuyos 69,75 km² son tierra firme.

## Historia
La población de Saint-Blaise empezó con la llegada de Acadianos y gente de Bas-Saint-Laurent en 1815. El establecimiento se llamaba Pointe-à-la-Mule. Los habitantes participaron de manera importante a la Rebelión de los Patriotas en 1837. Después de la aniquilación de la rebelión, protestantes se establecieron en la comunidad franco-canadiense en 1840, entonces conocida como Grande-Ligne. La parroquia católica de Saint-Blaise, que recuerda Blas de Sebaste, fue fundada en 1847. La construcción en 1851 del ferrocarril entre Saint-Jean (actual Saint-Jean-sur-Richelieu) y el estado de Nueva York favoreció el desarrollo económico de la comunidad local. La población suma a 300 familias en 1860. La parroquia católica fue erigida de manera canónica en 1890 y el municipio de parroquia de Saint-Blaise fue creado en 1892. El municipio cambió su estatuto y nombre en 1993 para Municipio de Saint-Blaise-sur-Richelieu. La Inundación de la cuenca del lago Champlain y del río Richelieu de 2011 afectó Saint-Blaise-sur-Richelieu.

## Política
El blasón del municipio se describe así : D’Azur, à la balance d’or accompagnés de sept cierges d’argent, allumés de gueules, placés dans les chandeliers argent, posés en orle.'
El alcalde está Jacques Desmarais. El consejo municipal es compuesto de seis consejeros sin división territorial. El municipio está incluso en las circunscripciones electorales de Saint-Jean a nivel provincial y de Saint-Jean también a nivel federal.

## Demografía
Según el censo de 2011, había 1837 habitantes (gentilicio Blaisois, e (en francés)) en este municipio con una densidad de población de 26,3 hab./km². Los datos del censo mostraron que de las 2050 personas censadas en 2006, en 2011 hubo un diminución de 213 habitantes (10,4 %). El número total de inmuebles particulares resultó de 847. El número total de viviendas particulares que se encontraban ocupadas por residentes habituales fue de 755.
Evolución de la población total, 1921-2011